# 27 december
27 december är den 361:a dagen på året i den gregorianska kalendern (362:a under skottår). Det återstår 4 dagar av året.

## Återkommande bemärkelsedagar

### Helgdagar
- Före helgdagsreformen 1772 var tredjedag jul helgdag i Sverige (och därmed även Finland). Än idag används ibland begreppet tredjedag jul eller tredjedagen.

## Namnsdagar

### I den svenska almanackan
- Nuvarande – Johannes och Johan
- Föregående i bokstavsordning
  - Hannes – Namnet infördes på dagens datum 1986, men utgick 2001.
  - Johan – Namnet infördes på dagens datum 1986, men flyttades 1993 till 24 juni och återfördes 2001 till dagens datum.
  - Johannes – Namnet har, även i formen Johannes Evangelistus, till minne av aposteln med detta namn, funnits på dagens datum sedan gammalt och har inte flyttats.
- Föregående i kronologisk ordning
  - Före 1901 – Johannes
  - 1901–1985 – Johannes
  - 1986–1992 – Johannes, Johan och Hannes
  - 1993–2000 – Johannes och Hannes
  - Från 2001 – Johannes och Johan
- Källor
  - Brylla, Eva (red.). Namnlängdsboken. Gjøvik: Norstedts ordbok, 2000 ISBN 91-7227-204-X
  - af Klintberg, Bengt. Namnen i almanackan. Gjøvik: Norstedts ordbok, 2001 ISBN 91-7227-292-9

### Finlandssvenska almanackan
- Nuvarande från 2005[1] – Hans, Hannes, Hampus
- I föregående revideringar[a][2]
  - 1929–2004 – Hans

### Katolska kyrkan
- Aposteln Johannes helgondag.

## Händelser
- 418 – Efter påven Zosimus död dagen före väljs Eulalius till motpåve.
- 795 – Sedan Hadrianus I har avlidit två dagar tidigare väljs Leo III till påve.[3]
- 1831 – Charles Darwin påbörjar sin historiska, och vetenskapligt banbrytande, resa med fartyget HMS Beagle (från Plymouth, England).
- 1904 – James Barries pjäs Peter Pan har premiär i London.
- 1934 – Persien byter namn till Iran.
- 1939 – Erzincan i Turkiet utsätts för en jordbävning.
- 1945 – Korea delas i en nordlig och en sydlig del.
- 1945 – Världsbanken grundas av 28 medlemsnationer.
- 1978 – Spanien blir en demokrati för första gången sedan spanska inbördeskriget.
- 1983 – Stora delar av Sverige blir strömlöst när en frånskiljare i ett ställverk utanför Enköping lossnar.
- 1985 – Palestinska terrorister dödar 20 personer på Roms och Wiens flygplatser.
- 1991 – Gottröraolyckan inträffar.
- 2002 – Två bilbomber dödar 72 människor och skadar 200 utanför det proryska regeringshögkvarteret i Groznyj, Tjetjenien.
- 2007 – Oppositionsledaren i Pakistan, Benazir Bhutto, mördas i ett självmordsattentat.

## Födda
- 1390 – Anne Mortimer, engelsk adelsdam
- 1571 – Johannes Kepler, tysk astronom
- 1654 – Jakob Bernoulli, schweizisk matematiker
- 1717 – Pius VI, född Giovanni Angelico Braschi, påve 1775–1799
- 1761 – Michail Barclay de Tolly, rysk fältmarskalk, krigsminister och prins
- 1794 – William C. Preston, amerikansk politiker, senator (South Carolina) 1833–1842
- 1799 – Walter T. Colquitt, amerikansk politiker, senator (Georgia) 1843–1848
- 1802 – Thomas Fearnley, norsk målare
- 1814 – Jules Simon, fransk politiker och filosof
- 1822 – Louis Pasteur, fransk kemist och biolog
- 1823 – Sir Mackenzie Bowell, Kanadas premiärminister 1894–1896
- 1831 – Lucius Fairchild, amerikansk general, politiker och diplomat, guvernör i Wisconsin 1866–1872
- 1832 – Anna Wästberg, svensk författare
- 1847 – Henry Fitzalan-Howard, 15:e hertig av Norfolk, brittisk politiker
- 1879 – Sydney Greenstreet, brittisk skådespelare
- 1885 – James M. Mead, amerikansk demokratisk politiker
- 1888 – Thea von Harbou, författare och skådespelare
- 1896
  - Frithiof Bjärne, svensk skådespelare
  - Carl Zuckmayer, författare och dramatiker
- 1900 – Hans Stuck, österrikisk racerförare
- 1901
  - Oscar Carlsson, svensk pappersbruksarbetare och politiker
  - Marlene Dietrich, tysk-amerikansk skådespelare och sångare
  - Stanley William Hayter, brittisk målare och grafiker
- 1907 – Sebastian Haffner, publicist
- 1910
  - Karl-Erik Alberts, svensk filmfotograf och kortfilmsregissör
  - Tore Werner, svensk operasångare
- 1917 – Barbro Kollberg, svensk skådespelare
- 1924 – James A. McClure, amerikansk republikansk politiker, senator (Idaho) 1973–1991
- 1925 – Michel Piccoli, fransk skådespelare
- 1928 – Ove Tjernberg, svensk skådespelare
- 1934 – Larisa Latynina, sovjetrysk gymnast med 18 OS-medaljer varav 9 guld
- 1943 – Sam Hinds, guyansk politiker, premiärminister 1992–1997, 1997–1999 och 1999–2015, Guyanas president 1997
- 1948
  - Larry Byrom, amerikansk kompositör, sångtextförfattare och musiker (gitarr)
  - Gérard Depardieu, fransk skådespelare
- 1949 – Klaus Fischer, tysk fotbollsspelare
- 1952 – Marie Öhrn, svensk skådespelare
- 1955 – Suzanne Axell, svensk journalist och programledare
- 1958 – Steve Jones, amerikansk golfspelare
- 1959 – Alice Åström, svensk politiker (vänsterpartist), riksdagsledamot 1994–2010
- 1960
  - Maryam d'Abo, brittisk skådespelare
  - Jeff Fortenberry, amerikansk republikansk politiker
  - Kaj Turunen, finländsk politiker
- 1961 – Guido Westerwelle, tysk politiker, ordförande för FDP 2001–2016
- 1966 – Eva LaRue, amerikansk skådespelare
- 1969 – Sarah Vowell, amerikansk författare och radiopersonlighet
- 1973
  - Tobias Billström, svensk moderat politiker, riksdagsledamot 2002–, statsråd, f.d. vice talman
  - Sophie Gustafson, svensk golfspelare
- 1975
  - Sara Wedlund, svensk friidrottare
  - Heather O'Rourke, amerikansk skådespelare
  - Kjell Eriksson, svensk radioman
- 1977 – Jonathan Hedström, svensk ishockeyspelare
- 1978 – Jonas Hassen Khemiri, svensk författare
- 1981 – Emilie de Ravin, australisk skådespelare
- 1986 – Shelly-Ann Fraser-Pryce, jamaicansk friidrottare
- 1987 – Rowena Webster, australisk vattenpolospelare
- 1995 – Timothée Chalamet, amerikansk skådespelare

## Avlidna
- 1534 – Antonio da Sangallo den äldre, italiensk arkitekt
- 1552 – Torben Bille, dansk ärkebiskop
- 1585 – Pierre de Ronsard, 61, fransk poet
- 1743 – Hyacinthe Rigaud, 84, fransk konstnär
- 1813 – Gustaf Adolf Reuterholm, 57, svensk friherre och statsman
- 1890 – Anders Jönsson, 74, svensk direktör och riksdagsman
- 1892 – Axel Gadolin, 64, finländsk mineralog
- 1908 – Richard Pischel, 59, tysk indolog
- 1910 – Egil Unander-Scharin, 42, svensk industriman och affärsman
- 1922 – Thomas William Rhys Davids, 79, brittisk indolog
- 1923 – Gustave Eiffel, 91, fransk ingenjör, skapare av Eiffeltornet
- 1936 – Hans von Seeckt, 70, tysk militär, generalöverste
- 1938 – Osip Mandelstam, 47, sovjetisk poet
- 1941 – Hamilton F. Kean, 79, amerikansk republikansk politiker, senator (New Jersey) 1929–1935
- 1949 – Lotten Olsson, 80, svensk skådespelare
- 1962
  - Olga Preobrazjenskaja, 91, rysk ballerina
  - Inge Krokann, 69, norsk författare
- 1965 – Nils Perne, 60, svensk kompositör, textförfattare och teaterchef
- 1966 – Guillermo Stábile, 61, argentinsk fotbollsspelare
- 1972 – Lester B. Pearson, 75, kanadensisk politiker, mottagare av Nobels fredspris 1957, ledare för Kanadas liberala parti 1958–1968, premiärminister 1963–1968
- 1974 – Ned Maddrell, 97, den siste modersmålstalaren av manx
- 1976 – Anders Ahlgren, 88, svensk brottare, SM-guld, OS-medaljör
- 1981 – Hoagy Carmichael, 82, amerikansk jazzpianist, kompositör
- 1982 – Jack Swigert, 51, amerikansk astronaut
- 1986 – Lars-Erik Larsson, 78, svensk kompositör
- 2000 – Torsten Hansson, 72, svensk arkitekt och politiker
- 2003
  - Alan Bates, 69, brittisk skådespelare
  - Gösta Robsahm, 92, svensk konstnär och konservator
- 2004
  - Kenneth Rosén, 53, svensk fotbollsspelare och -tränare
  - Birger Lundqvist, 88, svensk författare
- 2006 – Erik Carlsson, 92, svensk bonde och centerpartistisk politiker
- 2007
  - Benazir Bhutto, 54, pakistansk politiker
  - Jaan Kross, 87, estnisk författare
- 2008 – Lars Hollmer, 60, svensk musiker
- 2011
  - Michael Dummett, 86, brittisk filosof
  - Helen Frankenthaler, 83, amerikansk konstnär
- 2012
  - Cécile Ossbahr, 92, svensk skådespelare
  - Norman Schwarzkopf, 78, amerikansk general
- 2014 – Tomaž Šalamun, 73, slovensk poet
- 2015 – Ellsworth Kelly, 92, amerikansk konstnär
- 2016 – Carrie Fisher, 60, amerikansk skådespelare
- 2023 – Jacques Delors, 98, Europeiska kommissionens ordförande 1985–1995
- 2024 – Olivia Hussey, 73, argentinsk-brittisk skådespelare